# Tillandsia mandonii
Espèce
Classification phylogénétique
Tillandsia mandonii Mez est une espèce de plantes à fleurs de la famille des Bromeliaceae.
Le terme mandonii est une dédicace au botaniste français Gilbert Mandon (ici latinisé en Mandonius), collecteur de la plante.

## Protologue et Type nomenclatural
Tillandsia mandonii E.Morren ex Mez in C.DC., Monogr. Phan. 9: 871, n° 238 (1896)
Diagnose originale :
« foliis caulem conspicuum distiche vaginantibus, ad 0,15 m. longis, subteretibus, peracutis ; inflorescentia biflora ; bracteolis sepala aequantibus v. superantibus ; floribus stricte erectis ; sepalis aequaliter fere liberis. »
Type : Mez cite deux spécimens (syntypes) sans préciser lequel il désigne comme type. Du fait du nom de la plante, il paraît évident qu'il s'agit, dans l’esprit de l’auteur, de celui récolté par Mandon, mais la désignation n'est pas explicite. De plus, Mez cite de multiples herbiers de dépôt (plus que de spécimens) : « Herb. Boiss.-Barbey., Mus. Brit., Candoll., Paris., Petrop., Vindob. » . Ce spécimen a donc fait l’objet d’une lectotypification
- leg. G. Mandon, n° 1180, 1861-03 ; « Bolivia, inter S. Pedro et Coaconi, alt. 2650 m. » ; Lectotypus BM
  - leg. G. Mandon, n° 1180, s.t. ; « Bolivia - prov. Larecaja ad Soratam, alt.: 2650 m, reg. temp. » ; Isolectotypus B (B 10 0247192)
  - leg. G. Mandon, n° 1180, 1861-03 ; « Bolivia. Prov. Larecaja. Viciniis Sorata, inter San Pedro et Coaconi, in scopulosis, super arbores. Alt. reg. temp. 2650 m » ; Isolectotypus W (Naturhistorisches Museum Wien) (W 0016895)
  - leg. G. Mandon, n° 1180, 1861-03 ; « Bolivia. Prov. Larecaja. Viciniis Sorata, inter San Pedro et Coaconi, in scopulosis, super arbores. Alt. reg. temp. 2650 m » ; Isolectotypus W (Naturhistorisches Museum Wien) (W-Rchb. 1889-0262563)
- leg. Miers, n° 1367 , « Paraguay, loco ignoto » ; Syntypus (ubi ?)

## Synonymie

### Synonymie nomenclaturale
(aucune)

### Synonymie taxonomique
- Tillandsia crocata (E.Morren) Baker[2]

## Écologie et habitat
- Typologie : plante herbacée vivace ; épiphyte[1] ou saxicole[1].
- Habitat : ?
- Altitude : 2650 m[1].

## Distribution
- Amérique du sud :
  -  Bolivie[1],[3]
  -  Paraguay[1],[3]